# 普朗蒂耶尔
普朗蒂耶尔（法語：Plantières，法語發音：[plɑ̃tjɛʁ]；洛林语：Piantire）是法国摩泽尔省的一个旧市镇。1908年，普朗蒂耶尔并入梅斯，成为了梅斯的街区普朗蒂耶尔-克勒。

## 地理
普朗蒂耶尔（49°6'N, 6°12'E）位于法国大東部大區摩泽尔省，该省份为法国东北部内陆省份，是洛林的一部分，西南接默尔特-摩泽尔省，东临下莱茵省，北与卢森堡和德国接壤。
普朗蒂耶尔的时区为UTC+01:00、UTC+02:00（夏令时）。

## 行政
普朗蒂耶尔的邮政编码为57070。

## 人口
普朗蒂耶尔于1906年时的人口数量为3964人。